# لاري بورتر
لاري بورتر (بالإنجليزية: Larry Porter)‏ هو لاعب كرة قدم أمريكية أمريكي، ولد في 28 أبريل 1972 في جاكسون في الولايات المتحدة.